# John Strathbogie
John de Strathbogie (né vers 1260 † 1306) est un noble écossais qui fut 9e comte d'Atholl de 1270 à 1306.

## Origine
John de Strathbogie est le fils de David Ier Strathbogie, 8e comte d'Atholl, qui meurt à Tunis en 1270 lors de la Huitième croisade et le petit-fils de David Hastings († 1247), un précédent détenteur du comté et de son épouse, Forueleth d'Atholl.
David (I) de Strathbogie épouse en secondes noces, Isabelle Chilham, héritière de domaines dans le Kent et la région de Douvres et arrière petite-fille de Richard FitzRoy, un bâtard du roi Jean sans Terre. Leur fils John, mineur à la mort de son père est placé sous la garde de sa mère et d'Alexander Balliol de Cavers le second époux de cette dernière. Il semble avoir atteint sa majorité en 1284, quand il commence à intervenir dans les affaires de l'État.

## Comte d'Atholl
Bien que partisan de la Maison de Bruce lors de la « Grande Cause » le comte d'Atholl est présent quand le roi John Balliol rend hommage à Édouard Ier d'Angleterre en 1292, et qu'il ratifie le traité d'alliance avec la France en février 1296.
Un mois plus tard il envahit l'Angleterre sous les ordres du comte de Buchan, et peu après il est capturé à la bataille de Dunbar. John d'Atholl est relâché de la Tour de Londres en 1297 et il sert Édouard Ier en Flandres. Après son retour en Écosse, il combat à la bataille de Falkirk dans le parti patriotique; il est encore certainement avec les écossais en 1299, lorsqu'il prend part à un raid dans le sud-est du pays et participe à une assemblée politique patriotique à Peebles. En février 1300, comme sheriff d'Aberdeen, il tente de participer à la cour de justice tenue par John Comyn, comte de Buchan, bien qu'un jeune frère du comte, Alexandre Comyn se proclame aussi sheriff d'Aberdeen pour le roi Édouard Ier d'Angleterre.
Les intérêts patrimoniaux de John d'Atholl sont situés dans le nord-est de l'Écosse notamment avec Strathbogie. Quelques mois après il participe au parlement à Rutherglen, siégeant du côté de l'évêque de St Andrews contre John III Comyn le Jeune de Badenoch, pendant un échange entre les deux. Le comte d'Atholl se soumet probablement à Édouard Ier pendant la campagne de ce dernier dans le nord-est de l'Écosse en 1303, et il est nommé par le roi « gardien et justiciar au nord du Firth of Forth » le 29 mars 1304 avec comme adjoint le comte de Strathearn. Dans ce nouvel office il se plaint au roi du pouvoir dont est investi son vieil ennemi, Sir Alexander Comyn, qui maintenant détient quatre châteaux dans la région. Édouard Ier à sa demande en réduit leur nombre à deux. Atholl préside également une affaire impliquant son adjoint, Strathearn, accusé, dans le cadre de ses activités dans le gouvernement patriotique, dont il avait fait partie lui aussi.
En 1305 il lui est ordonné de trouver un site pour édifier une nouvelle forteresse qu'Édouard Ier veut bâtir « sur une bonne place au-delà du Forth ». Vers juillet il se plaint au roi de l'insuffisance de sa rétribution ; bien qu'Édouard Ier accepte de négocier ses revendications, le comte comme d'autres avant et après lui commencent à douter de l'intérêt de servir les Anglais. Bien qu'il reste à Berwick-upon-Tweed immédiatement après le meurtre de John III Comyn en février 1306, le comte d'Atholl rejoint Robert Bruce, son ancien beau-frère, lorsque celui-ci se fait reconnaitre comme roi à Scone où il est l'un des trois seuls comtes présents. Il est possible qu'il soit aussi le responsable de la présence d'Isabelle de Fife, comtesse de Buchan.
Après la bataille de Methven il a la charge d'assurer la sécurité de la reine et de sa propre nièce, Marjorie Bruce, il les conduit de Kildrummy au sanctuaire de Tain, où elles seront ensuite capturées. Le comte d'Atholl est lui-même pris par les Anglais après avoir fait naufrage dans le Moray Firth en août 1306. Il est envoyé à Londres et le 7 novembre 1306 il est pendu à un gibet de 30 pieds de haut, hauteur inhabituelle, par déférence pour son origine royale anglaise ! Puis son corps est décapité et brûlé.

## Union et postérité
Bien que fiancé avec une fille de Sir William Soulis en 1286, John d'Atholl épouse Marjory, fille de Donald, 6e comte de Mar, et sœur d'Isabelle, la première épouse de Robert Bruce, comte de Carrick le futur roi Robert Ier d'Écosse  dont :
- David II Strathbogie comte d'Atholl de 1307 à 1314.
- John mort après 1316.
- Isabelle fiancée et/ou maîtresse de Édouard Bruce.